# 索爾特河 (亞利桑那州)
索爾特河（英語：Salt River）是位於美國亞利桑那州馬里科帕縣的一個非建制地區。該地的面積和人口皆未知。

## 地理
索爾特河的座標為33°28′00″N 111°51′51″W / 33.46667°N 111.86417°W，而該地的平均海拔高度為370米（即1220英尺）。